# Slavkov (district d'Uherské Hradiště)
Pour les articles homonymes, voir Slavkov.
Slavkov (en allemand : Slawkow) est une commune du district d'Uherské Hradiště, dans la région de Zlín, en Tchéquie. Sa population s'élevait à 666 habitants en 2020.

## Géographie
Slavkov se trouve à 16 km au sud-est d'Uherské Hradiště, à 32 km au sud-sud-ouest de Zlín, à 79 km à l'est-sud-est de Brno et à 262 km au sud-est de Prague.
La commune est limitée par Vlčnov au nord, par Nivnice et Horní Němčí à l'est, par Strání au sud et par Nová Lhota, Suchov, Boršice u Blatnice et Dolní Němčí à l'ouest.

## Histoire
La première mention écrite du village date de 1261.